# Pawhuska, Oklahoma
Pawhuska, Oklahoma (енгл. Pawhuska) град је у америчкој савезној држави Оклахома.

## Демографија
По попису из 2010. године број становника је 3.584, што је 45 (-1,2%) становника мање него 2000. године.
| Група             | 2000.         | 2010.         |
| Белци             | 2.333 (64,3%) | 2.046 (57,1%) |
| Афроамериканци    | 101 (2,8%)    | 106 (3,0%)    |
| Азијати           | 9 (0,2%)      | 7 (0,2%)      |
| Хиспаноамериканци | 67 (1,8%)     | 151 (4,2%)    |
| Укупно            | 3.629         | 3.584         |